# Об'єднане командування ОЗС НАТО Брюнсум
Об'єднане командування ОЗС НАТО Брюнсум (англ. Allied Joint Force Command Brunssum, JFC-B) — військове командування НАТО, розташоване в Брюнсумі (Нідерланди). JFC-B підпорядковується Стратегічному командуванню ОЗС НАТО в Європі (SHAPE), що розташоване в Касто (Бельгія). Це одне з двох командувань оперативного рівня в структурі командування НАТО, іншим є Об'єднане командування ОЗС НАТО Неаполь в Італії. JFC-B також служить вищою штаб-квартирою НАТО для Міжнародних сил сприяння безпеці в Афганістані.

## Історія
Командування НАТО в Брюнсумі веде свою історію від штаб-квартири Союзних військ в Центральній Європі (AFCENT), що була заснована в 1953 році в Фонтенбло (передмістя Парижа, Франція).
Після того, як генерал Дуайт Ейзенхауер в 1950 році був призначений Верховним головнокомандувачем ОЗС НАТО в Європі (SACEUR), він виявив, що розподіл повноважень у командуванні Центрального регіону, де знаходилася основна частина сил НАТО, буде складним. Генерал Ейзенхауер розглядав можливість створення позиції головнокомандувача (CINC) Центрального регіону, але незабаром зрозумів, що буде важко знайти механізм, який би задовольнив усі три великі держави з силами в Центрі — США, Велику Британію та Франції — тому що їхні погляди на співвідношення повітряних і наземних сил значно відрізнялися.
Спираючись на свій досвід у Другій світовій війні, Ейзенхауер вирішив зберегти загальний контроль у себе і не призначати головнокомандувача Центрального регіону. Замість цього він створив три окремі позиції: головнокомандувача Об'єднаних ВПС у Центральній Європі, головнокомандувача Об'єднаних сухопутних військ у Центральній Європі та флагману Центральної Європи — всі з яких підпорядковувались безпосередньо Верховному головнокомандувачу ОЗС НАТО. Віце-адмірал Роберт Жожар з французького флоту був призначений флагманом Центральної Європи, прослуживши з 2 квітня 1951 до 20 серпня 1953 року — коли генерал Ріджуей, наступник Ейзенхауера, створив позицію єдиного головнокомандувача регіону (CINCENT), якому підпорядковувались командувачи сухопутних, повітряних і морських сил (COMLANDCENT, COMAIRCENT і COMNAVCENT відповідно).
Одним з навчань, проведених командуванням у 1950-ті, була операція «Каунтер панч». Ці повітряно-сухопутні навчання пройшли у вересні 1957 року, і під час них зокрема була протестована комплексна система протиповітряної оборони НАТО на центральноєвропейському фронті. В навчаннях були задіяні національні системи ППО Британії, Франції, Бельгії та Нідерландів під загальним командуванням генерала французької армії Жана-Етьєна Валлюі, головнокомандувача Союзними військами НАТО у Центральній Європі (CINCENT). Операція «Каунтер панч» виявила недоліки в інтегрованій системі ППО НАТО, а також у військово-повітряному реагуванні на теоретичні наземні атаки СРСР і Варшавського договору.
З липня 1962 року після створення позиції командувача ОЗС НАТО в зоні Балтійських проток (COMBALTAP) німецькі військово-морські сили були переведені у це командування. Після цього зникла необхідність у штаб-квартирі Об'єднаних ВМС у Центральній Європі і двох підлеглих командувань, і вони були розформовані в 1962 році. Замість них залишився лише морський зв'язок, що надавався морським офіцером США. AFCENT залишався у Франції під французьким командуванням до 1967 року, коли Франція вийшла зі структури військового командування. Штаб-квартира була в 1967 році перенесена в Брюнсум і передана німецькому командуванню.
У 2000 році розформування штаб-квартири Об'єднаних ОЗС у Північній Європі (AFNORTH) в Колсосі (Норвегія) призвело до перевизначення AFCENT як регіональної штаб-квартири Об'єднаних ОЗС у Північній Європі (RHQ AFNORTH). Штаб-квартира працювала як RHQ AFNORTH до 2004 року, коли була перейменована на ОЗС Брюнсум (JFC-B), щоб додати гнучкості структурі військового командування, прибравши регіональні обмеження. У 2010 році виявилось, що JFC Brussum відповідає за операцію «Орел охоронець» — резервний план з захисту Польщі, Литви, Латвії і Естонії відповідно до статті 5 НАТО.

## Об'єкти

### База Хендрік
База Хендрік — це штаб-квартира і основна база JFC Brunssum. Інші організації, що розташовані на базі Хендрік, — Агентство НАТО з послуг комунікаційних та інформаційних систем, Сектор Брюнсум (NCSA-B) і Агентство НАТО з управління програмою повітряного дальнього радіолокаційного виявлення та управління (NAPMA).
База Хендрік також розміщає клуб для всіх рангів Club 13, невеликий безмитний універмаг B&S Store, кінотеатр і тренажерний зал. Додаткові послуги надаються агентством AAFES в американському гарнізоні Схіннен.

### Постійна військова штаб-квартира Каслгейт
Постійна військова штаб-квартира Каслгейт (SWHQ Castlegate) — це бункер НАТО для командування та зв'язку, що знаходиться приблизно в 2 км на північний схід від міста Лінніх (Німеччина). SWHQ Castlegate управляється в законсервованому стані німецьким військовим контингентом.

## Підлеглі командування

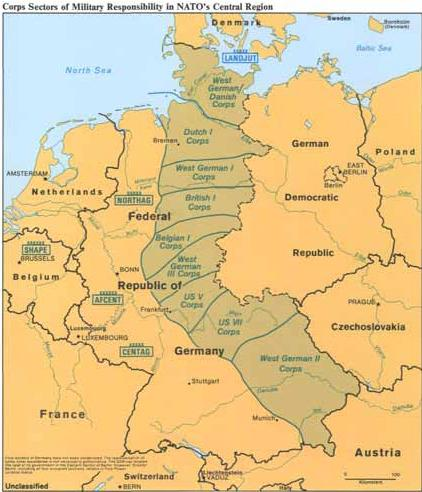
Зони військової відповідальності в центральному регіоні НАТО в 1980-х роках

Під час Холодної війни AFCENT був вищою штаб-квартирою Північної групи армій (NORTHAG), Центральної групи армій (CENTAG) (з III корпусом, V корпусом, VII корпусом і II корпусом з півночі на південь) і Об'єднаних ВПС у Центральній Європі (AAFCE). Командувачі цих підрозділів, які іменувалися командувачами головними підлеглими командуваннями (PSC), в мирний час мали лише обмежені повноваження. Наприклад, Британська рейнська армія (BAOR) підпорядковувалась NORTHAG, але PSC мав мало або взагалі не мав повноважень в таких сферах, як тренування, доктрина, логістика та правила ведення бою (ROE).
Американський III корпус було виділений як резерв AFCENT. При активації він був би відправлений в Європу з баз в США. Передова частина — 3-я бригада 2-ї бронетанкової дивізії США — була розташована в Гарльштедті (Німеччина). Американський III корпус також підтримував передову штаб-квартиру в Маастрихті (Нідерланди).
Сьогодні командуванню JFC-B підпорядковуються:
- Об'єднане командування ВПС (AIRCOM) на авіабазі Рамштайн (Німеччина)
- Об'єднане командування ВМС (MARCOM) у Норсвуді (Велика Британія)
- Об'єднане командування ОСВ (LANDCOM) в Ізмірі (Туреччина)

## Командувачі
Посада командувача JFC-B називається командувач ОЗС НАТО Брюнсум. Раніше посада називалась головнокомандувач Півночі (CINCNORTH) і головнокомандувач Центру (CINCCENT). JFC-B, як правило, очолює німецький генерал.
| Ім'я                              | З               | До              | Назва посади |
| --------------------------------- | --------------- | --------------- | --- |
| Альфонс Жуен                      | 20 серпня 1953  | Вересень 1956   | - |
| Жана-Етьєн Валлюі                 | Жовтень 1956    | Травень 1960    | Головком, ОЗС НАТО в Центральній Європі                                                                              |
| Моріс Шалль                       | Травень 1960    | Лютий 1961      | Головком, ОЗС НАТО в Центральній Європі                                                                              |
| П'єр-Елі Жако                     | Березень 1961   | Грудень 1963    | Головком, ОЗС НАТО в Центральній Європі                                                                              |
| Жан Альберт Еміль Крепен          | Грудень 1963    | Червень 1966    | Головком, ОЗС НАТО в Центральній Європі; 1 липня 1966 року Франція вийшла зі структури військового командування НАТО |
| граф Йоганн фон Кільмансегг       | 15 березня 1967 | 1 квітня 1968   | Головком, ОЗС НАТО в Центральній Європі                                                                              |
| Юрген Беннеке                     | 1 липня 1968    | 30 вересня 1973 | Головком, ОЗС НАТО в Центральній Європі                                                                              |
| Ернст Фербе                       | 1 жовтня 1973   | 30 вересня 1975 | Головком, ОЗС НАТО в Центральній Європі                                                                              |
| Карл Шнелль                       | 1 жовтня 1975   | 7 січня 1977    | Головком, ОЗС НАТО в Центральній Європі                                                                              |
| Франц-Йозеф Шульце                | 7 січня 1977    | 30 вересня 1979 | Головком, ОЗС НАТО в Центральній Європі                                                                              |
| Фердинанд фон Зенгер унд Еттерлін | 1 жовтня 1979   | 28 вересня 1983 | Головком, ОЗС НАТО в Центральній Європі                                                                              |
| Леопольд Халупа                   | 28 вересня 1983 | 1 жовтня 1987   | Головком, ОЗС НАТО в Центральній Європі                                                                              |
| Ганс-Геннінг фон Зандрарт         | 1 жовтня 1987   | 27 вересня 1991 | Головком, ОЗС НАТО в Центральній Європі                                                                              |
| Геннінг фон Ондарц                | 27 вересня 1991 | 23 березня 1994 | Головком, ОЗС НАТО в Центральній Європі                                                                              |
| Гельге Гансен                     | 1 квітня 1994   | Березень 1996   | Головком, ОЗС НАТО в Центральній Європі                                                                              |
| Дітер Штекманн                    | Березень 1996   | 30 березня 1998 | Головком, ОЗС НАТО в Центральній Європі                                                                              |
| Йоахім Шпірінг                    | 30 березня 1998 | Березень 2001   | Головком, ОЗС НАТО в Центральній Європі (до 2000); Головком, ОЗС НАТО в Північній Європі (після 2000)                |
| сер Джек Деверелл                 | Березень 2001   | Січень 2004     | Головком, ОЗС НАТО в Північній Європі                                                                                |
| Гергард Бак                       | Січень 2004     | 26 січня 2007   | Головком, ОЗС НАТО в Північній Європі (до 2004); Командувач, Об'єднане командування ОЗС НАТО Брюнсум (після 2004)    |
| Егон Рамс                         | 26 січня 2007   | 29 вересня 2010 | Командувач, Об'єднане командування ОЗС НАТО Брюнсум                                                                  |
| Вольф-Дітер Ланггельд             | 29 вересня 2010 | 14 грудня 2012  | Командувач, Об'єднане командування ОЗС НАТО Брюнсум                                                                  |
| Ганс-Лотар Домрезе                | 14 грудня 2012  | ---             | Командувач, Об'єднане командування ОЗС НАТО Брюнсум                                                                  |